# Jagdschloss Philippsborn

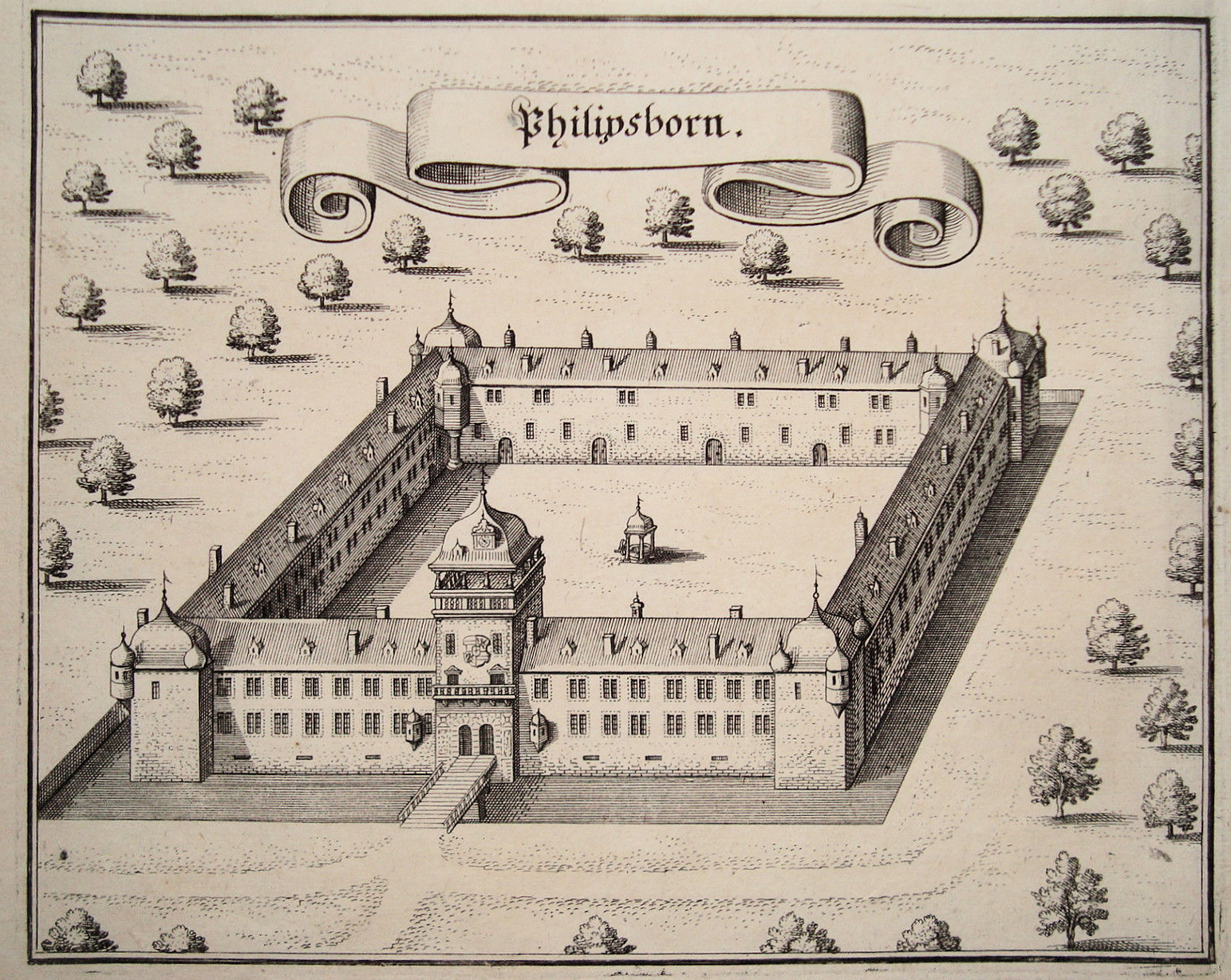
Schloss Philippsborn (Kupferstich aus dem 17. Jahrhundert)

Das Jagdschloss Philippsborn war ein Jagdschloss der Grafen von Nassau-Saarbrücken im Wald bei Malstatt. An seiner Stelle steht heute das Forsthaus Neuhaus.

## Geschichte
Graf Philipp III. von Nassau-Saarbrücken ließ 1576 von dem Baumeister Christmann Strohmeier eine im Renaissancestil gehaltene Vierflügelanlage mit vier Ecktürmen errichten. Die Anlage war vergleichbar den beiden Schlössern in Neunkirchen und Ottweiler, die derselbe Baumeister für den Bruder des Grafen, Graf Albrecht von Nassau-Ottweiler erbaute. Das Schloss wurde am 10. September 1793 von französischen Revolutionstruppen zerstört. Aus der Erbauungszeit ist noch der Gewölbekeller erhalten.  Anfang des 19. Jahrhunderts wurde an gleicher Stelle das Jagdschloss Neuhaus, das heutige Forsthaus Neuhaus, erbaut.
Aus dem Jahre 1617 ist eine Zeichnung von Heinrich Höer des Schlosses bekannt, der auch die Schlösser Neunkirchen und Ottweiler gezeichnet hatte.